# Harpactea nuragica
Harpactea nuragica är en spindelart som beskrevs av Pietro Alicata 1966. Harpactea nuragica ingår i släktet Harpactea och familjen ringögonspindlar.
Artens utbredningsområde är Italien. Inga underarter finns listade i Catalogue of Life.